# Poniatów (powiat piotrkowski)
Poniatów – wieś w Polsce położona w województwie łódzkim, w powiecie piotrkowskim, w gminie Sulejów.
W latach 1953–1954 miejscowość była siedzibą gminy Poniatów. W latach 1975–1998 miejscowość należała administracyjnie do województwa piotrkowskiego.